# Phare de Isla Huevos
Le phare de Isla Huevos (en espagnol : Faro Isla Huevos) est un phare actif situé sur Isla Huevos, une petite île au sud de Los Vilos (Province de Choapa), dans la Région de Coquimbo au Chili.
Il est géré par le Service hydrographique et océanographique de la marine chilienne dépendant de la Marine chilienne.

## Histoire
Isla Huevos est une île basse à l'ouest du port de pêche de Los Vilos dans la Baie Conchalí (ceb). La première station de signalisation a été mise en service en 1901. Elle a été remplacée par une balise automatique montée sur un pylone en fibre de verre.

## Description
Le phare actuel est une tourelle cylindrique en fibre de verre surmontée d'une lanterne de 4 m de haut. La tour est peinte en blanc avec une bande rouge. Il émet, à une hauteur focale de 19 m, un éclat rouge par période de 10 secondes. Sa portée n'est pas connue.
Identifiant :  Amirauté : G1890 - NGA : 111-1216 .

### Lien connexe
- Liste des phares du Chili